# اوت ۲۰۱۱
اوت ۲۰۱۱، یکی از ماه‌های ۲۰۱۱ (میلادی) است.
آغاز آن، روز دوشنبه برابر با ۱۰ مرداد ۱۳۹۰ خورشیدی.

## ۱ اوت۲۰۱۱
- دستگیری شماری از جوانان در تهران به علت «آب‌بازی»

## ۲ اوت۲۰۱۱
- (برای این روز رویدادی ثبت نشده‌است).

## ۳ اوت۲۰۱۱
- مرگ  فوتبالیست ۱۸ ساله ایرانی

## ۴ اوت۲۰۱۱
- گزارش دولت آمریکا: افت چشمگیر فعالیت خارجی‌ها در ایران

## ۵ اوت۲۰۱۱
- گزارش تازه صندوق بین‌المللی پول از اقتصاد ایران

## ۶ اوت۲۰۱۱
- (برای این روز رویدادی ثبت نشده‌است).

## ۷ اوت۲۰۱۱
- (برای این روز رویدادی ثبت نشده‌است).

## ۸ اوت۲۰۱۱
- (برای این روز رویدادی ثبت نشده‌است).

## ۹ اوت۲۰۱۱
- (برای این روز رویدادی ثبت نشده‌است).

## ۱۰ اوت۲۰۱۱
- نخست وزیر بریتانیا: پلیس به امکانات مقابله با آشوب مجهز می‌شود

پس از گذشت چهار روز آشوب در لندن و چند شهر دیگر بریتانیا، دیوید کامرون، نخست وزیر این کشور اعلام کرد که برای مقابله با ناآرامی‌ها، نیروهای پلیس به امکانات مختلف، مانند ماشین آب‌پاش مجهز خواهند شد. او همچنین از دستگیری بیش از هفتصد تن در ارتباط با شرکت در نا‌آرامی‌های اخیر، که با آتش زدن تعدادی ساختمان و خودرو، حمله به ماموران پلیس و غارت فروشگاه‌ها همراه بود، خبر داد. در همین رابطه، پلیس بیرمنگام گزارشی مبنی بر بازداشت یک مرد سی و دو ساله در ارتباط با قتل سه نفر در شب گذشته منتشر کرد. فرد بازداشت شده راننده اتومبیلی بوده است که در ساعات اولیه پس از نیمه شب گذشته، سه مرد آسیایی تبار را هنگام نگهبانی از محله خود در برابر حمله احتمالی شرکت کنندگان در آشوب‌های خیابانی، در یکی از نقاط بیرمنگام زیر گرفته و آنان را کشته است.بی‌بی‌سی فارسی
- توافق سناتورهای ‌آمریکا برای تحریم بانک مرکزی ایران

۹۲ نفر از نمایندگان مجلس سنا آمریکا با انتشار نامه‌ای خواستار اقدامات بیشتر برای فشار اقتصادی بر حکومت ایران شدند. در تابستان سال گذشته کنگره آمریکا قانونی را به تصویب رساند که براساس ‌آن شرکت‌هایی که با صنایع نفت و گاز ایران و سپاه پاسداران معامله می‌کنند، از همکاری با نهادهای دولت آمریکا محروم می‌شوند. طبق این مصوبه آمریکا می‌تواند حتی دست به تحریم بانک مرکزی ایران بزند. وال استریت ژورنال در این رابطه اعلام کرده است که این اقدام، می‌تواند به افزایش بهای نفت منجر شود و مشکلات بسیاری در خرید نفت از ایران ایجاد کند.دویچه وله
- ضیافت افطاری در کاخ سفید

باراک اوباما در ضیافت سالیانهٔ کاخ سفید در حضور جمعی از مشاهیر آمریکا و سفیران بیش از ۳۰ کشور، از مسلمانان کشورش تقدیر بعمل آورد. در آغاز سخنرانی خود، اوباما به مزاح گفت: «میدانم که در پایان این روز گرم و طولانی، اکنون حسابی گرسنه اید. لذا سخنانم را کوتاه میکنم». این سومین افطاری سالیانه است که اوباما در کاخ سفید میزبانی می کند. واشنگتن پست، شبکه ای بی سی نیوز، سخنرانی اوباما در کاخ سفید
- خارج شدن خانه پروین اعتصامی از فهرست آثار ملی

## ۱۱ اوت۲۰۱۱
- احضار سفیر ایران به وزارت خارجه آذربایجان در اعتراض به سخنان فیروزآبادی

وزارت خارجه آذربایجان با احضار سفیر ایران، یادداشت اعتراض‌آمیز دولت آذربایجان را در ارتباط با سخنان اخیر حسن فیروزآبادی، فرمانده ستاد کل نیروهای مسلح جمهوری اسلامی ایران، به وی تسلیم کرد. سرلشکر فیروزآبادی روز سه‌شنبه در گفت‌وگو با خبرگزاری فارس گفته بود: «بعضی کشورهای همسایه و مسلمان، ملاک‌های دوستی را حفظ نمی‌کنند و دست صهیونیست‌ها را بر کشور خود باز می‌گذارند و امروز بخشنامه می‌دهند که احکام الهی را در میان مردم مسلمان ممنوع کنند». او در ادامه اضافه کرده بود: «امیدوارم جناب آقای الهام علی‌اف به این امور که ارکان استحکام دولت اوست توجه کند وگرنه عاقبتی سیاه خواهد داشت و بیداری مردم اران قابل سرکوبی نیست». وی این سخنان را در اشاره به طرح اخیر «ممنوعیت حجاب» در مدارس آذربایجان و بازداشت تنی چند از اعضای حزب غیرقانونی «اسلام» به رهبری محسن صمداف، به اتهام « نگهداری و حمل سلاح و فعالیت بر علیه امنیت ملی» بیان کرده است. وزارت خارجه آذربایجان در متن اعتراض خود از ایران خواسته است که جلوی انتشار «افتراهایی از این دست» را هر چه زودتر بگیرد تا تکرار نشود. همچنین از ایران خواسته شده است که در مورد اظهارات حسن فیروزآبادی توضیح دهد.رادیو فردا
- خيابانی در تهران به نام «شهيده راشل کوری» نامگذاری شد

شورای اسلامی شهر تهران در سيصد و نود و چهارمين نشست علنی خود در روز چهارشنبه، خيابان ۲۷ منطقه شش تهران را به نام «شهيده راشل کوری» نامگذاری کرد. راشل کوری یک فعال مدنی آمریکایی، از ایالت واشینگتن بود که در سال ۲۰۰۳، برای جلوگیری از تخریب خانه‌های فلسطینی به نوار غزه رفته بود. او در ۱۶ مارس همان سال، در حالی که سعی می‌کرد مانع حرکت يک بولدوزر نظامی اسرائيلی برای تخريب يک خانه فلسطينی در مرز رفح شود، بر اثر اصابت تيغه‌های بولدوزر کشته شد. راشل کوری هنگام مرگ ۲۳ سال داشت. اين نخستين بار پس از انقلاب سال ۱۳۵۷ ایران است که خيابانی در تهران به نام يک تبعه آمريکايی نامگذاری می‌شود.رادیو فردا صدای آمریکا
- واکنش بریتانیا به اظهارات محمود احمدی‌نژاد درباره شورش‌های لندن

## ۱۲ اوت۲۰۱۱
- در سرکوب تظاهرات در شهرهای مختلف سوريه سیزده نفر کشته شدند

فعالان حقوق بشر اعلام کرده‌اند، هزاران نفر پس از برگزاری نماز جمعه در شهرهای مختلف سوریه دست به تظاهرات ضددولتی زده‌اند که در جریان تیراندازی نیروهای امنیتی به سوی مخالفان سیزده نفر کشته شده‌اند. تظاهرات مردم معترض به حکومت بشار اسد طبق روال ماه‌های اخیر، پس از پایان مراسم نماز جمعه امروز نیز برگزار شده بود که نیروهای امنیتی، طبق معمول با آتش گشودن بر روی تظاهرکنندگان، به مقابله با آنان پرداخته‌اند.بی‌بی‌سی فارسی رادیو فردا
- انفجار در خط لوله انتقال گاز ایران به ترکیه

با این انفجار که در بامداد روز جمعه ۲۱ مرداد، در خط لوله انتقال گاز ایران به ترکیه، در ۶۰ کیلومتری مرز بازرگان و در خاک ترکیه رخ داد، صادرات گاز ایران به این کشور متوقف شد. این خط لوله بارها هدف انفجارهایی بوده که به پ.ک.ک نسبت داده می‌شود. در آخرین انفجاری که هفته گذشته در خاک ایران رخ داد صادرات گاز ایران به ترکیه برای چند روز قطع شد.بی‌بی‌سی فارسی
- نا‌آرامی‌های بریتانیا یک قربانی دیگر گرفت

پلیس لندن مرگ ریچارد منینگتون باوز، شصت و هشت ساله را که شامگاه دوشنبه در جریان آشوب‌های اخیر در محله ایلینگ در غرب لندن، توسط فرد یا افراد مرتبط با ناآرامی‌ها به شدت مضروب شده و به بیمارستان انتقال یافته بود، تایید کرد. پلیس درگذشت این فرد را قتل عمد دانسته و تصویری از فرد مظنون به قتل او را که توسط تلویزیون مدار‌بسته در محل حادثه ضبط شده، منتشر کرده است. با مرگ این مرد، شمار کسانی که در ارتباط با حوادث هفته جاری در لندن جان خود را از دست داده اند به پنج نفر می‌رسد.بی‌بی‌سی فارسی
- اعلام آمادگی نیروهای بسیج برای اعزام  پاسداران صلح به لندن

## ۱۳ اوت۲۰۱۱
- بحرین: تحریم انتخابات از سوی مخالفان شیعه

جمعیت وفاق، بزرگترین گروه شیعه بحرین در انتخابات میان دوره‌ای ماه آینده مجلس این کشور شرکت نخواهد کرد. این گروه معتقد است که حکومت بحرین در برخورد با اعتراضات عمومی دست به جنایت زده و با اعمال خشونت علیه مردم، مشروعیت خود را از دست داده است. در این رابطه خلیل المرزوق، یکی از سران جمعیت وفاق، گفته است: «ما به مبارزه‌ی خود برای تشکیل مجلسی که نماینده واقعی اراده مردم بحرین باشد، ادامه خواهیم داد.» وی همچنین تأکید کرده است که انتخابات ۲۴ سپتامبر، فاقد مشروعیت است. در جریان اعتراضات سیاسی که از اواسط ماه فوریه در بحرین شروع شد، بیش از ۳۰ نفر کشته و صدها نفر بازداشت شده‌اند.دویچه وله
- شاخص‌های عمده سهام در آخرين روز هفته افزايش يافتند

## ۱۴ اوت۲۰۱۱
- تعیین روز ۲۰ سپتامبر برای ارائه درخواست استقلال کشور فلسطین

حکومت خودگردان فلسطین اعلام کرد که درخواست اعلام استقلال کشور فلسطین و پذیرش آن به عنوان عضو برابر در مجمع عمومی سازمان ملل را روز ۲۰ سپتامبر (۲۹ شهریور) به این سازمان ارائه می‌کند. به گفته ریاض المالکی، وزیر امور خارجه دولت فلسطینی، محمود عباس شخصا در این نشست حضور پیدا می‌کند و در روز شروع به کار این مجمع، این درخواست را به بان کی‌مون، دبیرکل سازمان ملل متحد، ارائه خواهد کرد.رادیو فردا دویچه وله
- پیروزی میشل باکمن در نخستین نظرسنجی انتخاباتی جمهوریخواهان آمریکا

در نخستین نظرسنجی انتخاباتی، میان نامزدهای حزب جمهوری‌خواه انتخابات ریاست جمهوری ۲۰۱۲ آمریکا، که در ایالت آیووای آمریکا برگزار شد میشل باکمن، نماینده ایالت مینه‌سوتا در مجلس نمایندگان آمریکا، که از وی به عنوان زن «محبوب» جنبش اعتراضی چای آمریکا یاد می‌‌شود، با به دست آوردن حدود ۲۹ درصد آرا، مقام اول را به خود اختصاص داد. خانم باکمن که ۵۵ سال دارد، پس از اعلام این نتیجه، در جمع هوادارانش، این پیروزی را «نخستین قدم برای در اختیار گرفتن کاخ سفید در سال ۲۰۱۲» دانست و تاکید کرد نتایج این نظرسنجی حاوی این پیام است که باراک اوباما تنها برای یک دوره رئیس جمهور خواهد بود.رادیو فردا
- احمدی نژاد: پاسخ ایران به حمله اسرائیل پشیمان کننده خواهد بود

## ۱۵ اوت۲۰۱۱
- (برای این روز رویدادی ثبت نشده‌است).

## ۱۶ اوت۲۰۱۱
- گوگل موتورلا را خرید.

## ۱۷ اوت۲۰۱۱
- (برای این روز رویدادی ثبت نشده‌است).

## ۱۸ اوت۲۰۱۱
- (برای این روز رویدادی ثبت نشده‌است).

## ۱۹ اوت۲۰۱۱
- (برای این روز رویدادی ثبت نشده‌است).

## ۲۰ اوت۲۰۱۱
- (برای این روز رویدادی ثبت نشده‌است).

## ۲۱ اوت۲۰۱۱
- (برای این روز رویدادی ثبت نشده‌است).

## ۲۲ اوت۲۰۱۱
- تفکیک جنسیتی نوآموزان پیش‌دبستانی در ایران

## ۲۳ اوت۲۰۱۱
- سازمان عفو بین‌الملل مقام‌های ایران را به گروگان‌گیری متهم کرد

## ۲۴ اوت۲۰۱۱
- اکران فیلم همجنسگرایی ایرانیان

## ۲۵ اوت۲۰۱۱
- کناره گیری استیو جابز از اپل

## ۲۶ اوت۲۰۱۱
- ظهور یک ابرنواختر در آسمان

## ۲۷ اوت۲۰۱۱
- باراک اوباما، درباره توفند خطرناک آیرین که پیش روی آمریکاست، هشدار داد.

رئیس جمهور آمریکا طی سخنانی که‌ در جزیره‌ مارتاز وین‌یارد در ایالت ماساچوست ارائه‌ داد، به‌ ساکنان کرانه شرقی آمریکا هشدار داد که‌ توفند آیرین ممکن است «تاریخی، فوق العاده‌ خطرناک و پرهزینه»‌ باشد. توفند آیرین در منطقه‌ کارائیب ویرانی‌های زیادی بر جای گذاشته‌ و قرار است روز شنبه‌ به‌ کارولینای شمالی برسد. فرمانداری هفت ایالت شرقی آمریکا از کارولینای شمالی تا کانتیکت وضعیت اضطراری اعلام کرده‌اند. بی‌بی‌سی، صدای آمریکا
- حکومت خودگردان فلسطین اظهارات احمدی نژاد را محکوم کرد

## ۲۸ اوت۲۰۱۱
- بستری شدن چاوز جهت مداوای سرطان

هوگو چاوز رییس جمهور ونزوئلا جهت سومین دور شیمی درمانی وارد یک بیمارستان نظامی شد. چاوز که از سرطان رنج می برد، پیشتر جهت مداوا به کوبا سفر کرده بود. فاکس نیوز
- انتشار تصاویر دیده نشده توسط ناسا

## ۲۹ اوت۲۰۱۱
- دیدار فینال فوتبال و اشغال زمین بازی توسط یک سنجاب

## ۳۰ اوت۲۰۱۱
- ارائه طرح راکتور هسته ای مریخ ناسا

انجمن شیمی آمریکا در دویست و چهل و دومین گردهمایی اخیر خود در شهر دنور در کلرادو اعلام کرد که طرحی را برای ناسا ارائه کرده است که در آن از راکتورهای هسته ای در ابعاد یک چمدان استفاده گردیده. دیسکاوری نیوز، دی وایس٬ اینترنشنال بیزنس تایمز، فاکس نیوز
- انتشار جدیدترین اثر رعنا فرحان در آمریکا

## ۳۱ اوت۲۰۱۱
- (برای این روز رویدادی ثبت نشده‌است).